# Simon Danner
Simon Danner (* 25. Dezember 1986 in Freiburg im Breisgau) ist ein ehemaliger deutscher Eishockeyspieler, der im Verlauf seiner aktiven Karriere zwischen 2002 und 2024 unter anderem über 700 Spiele für die Augsburger Panther, Frankfurt Lions, DEG Metro Stars, Grizzly Adams Wolfsburg und Schwenninger Wild Wings in der Deutschen Eishockey Liga (DEL) auf der Position des rechten Flügelstürmers bestritten hat. Darüber hinaus absolvierte Danner weitere annähernd 300 Partien in der zweithöchsten deutschen Spielklasse – ausschließlich für seinen Heimatverein EHC Freiburg.

## Karriere
Danner begann seine Karriere im Nachwuchs des EHC Freiburg, wo er mehrere Altersklassen durchlief und dabei unter anderem in der Junioren-Bundesliga spielte. Während der Spielzeit 2002/03 wurde der damals 15-Jährige erstmals in der Profimannschaft des EHC eingesetzt. Am 1. November 2002 gelang ihm dabei mit einer Vorlage zum zwischenzeitlichen 2:1 beim 4:3-Sieg gegen die Füchse Duisburg sein erster Scorerpunkt im Profibereich. Dieser Punkt machte ihn gleichzeitig auch zum jüngsten Scorer in der Vereinsgeschichte des EHC Freiburg. Nachdem das Team im Frühjahr 2003 sportlich von der 2. Bundesliga in die Deutsche Eishockey Liga (DEL) aufgestiegen war, kam auch Danner zum ersten Mal in der deutschen Eliteliga zum Einsatz. Insgesamt kam der Flügelstürmer auf 28 DEL-Spiele, in denen er punktlos. Nach einem einjährigen Intermezzo bei den Augsburger Panthern, die ihn nach dem Freiburger Abstieg per Förderlizenz hauptsächlich dort in der 2. Bundesliga einsetzten, wechselte der Rechtsschütze zu den Frankfurt Lions. Bei den Hessen wurde Danner ebenfalls Förderlizenz ausgestattet und blieb dadurch weiterhin für seinen Heimatverein EHC Freiburg in der 2. Bundesliga spielberechtigt.

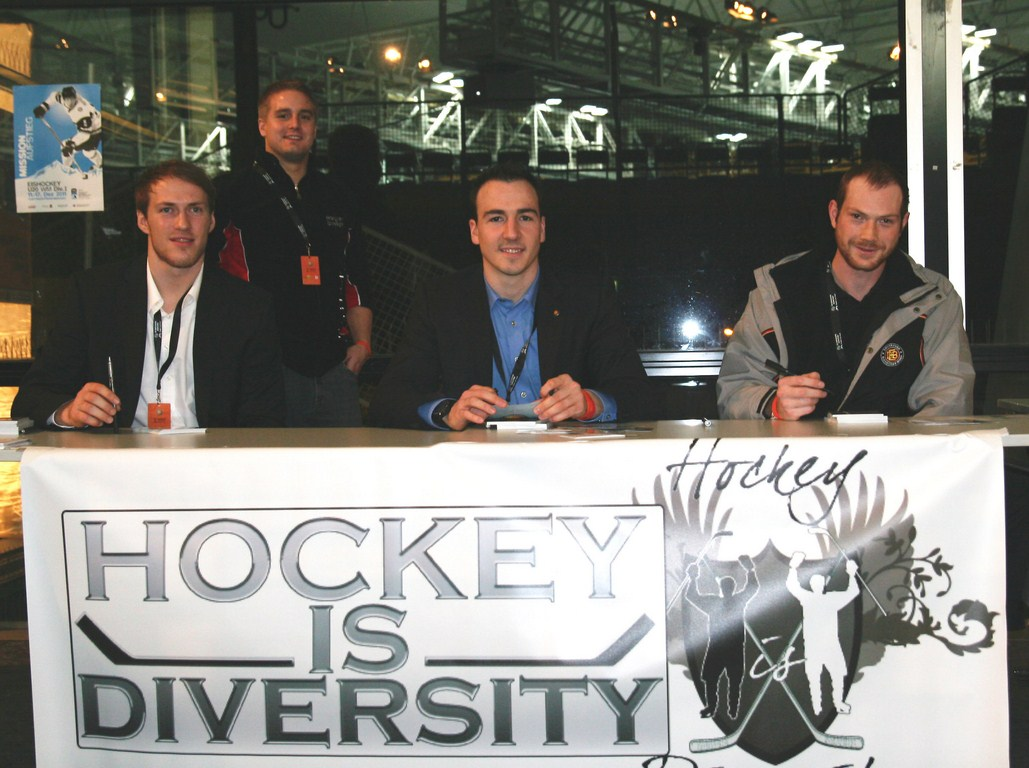
Danner (Mitte) bei einer Autogrammstunde (2011)

In der Saison 2006/07 gehörte Danner erstmals dem Stammkader der Frankfurt Lions an und absolvierte 52 Spiele, in denen er 13 Scorerpunkte erzielte. In dieser und der folgenden Spielzeit stand er noch für einige Spiele bei den Wölfen Freiburg in der drittklassigen Oberliga auf dem Eis. Nach insgesamt fünf Spielzeiten in Frankfurt, wechselte der Angreifer im Juli 2010 zu den DEG Metro Stars und erzielte in der Saison 2010/11 insgesamt 23 Punkte. Als nach dem Ausstieg des Hauptsponsors Metro zum Saisonende 2011/12 die Finanzierung der DEG lange Zeit nicht gesichert war, entschied sich Danner früh für einen Wechsel zum Ligakonkurrenten Grizzly Adams Wolfsburg. In der Saison 2012/13 zog sich Danner bereits am vierten Spieltag im Spiel gegen die DEG eine schwere Gehirnerschütterung zu, weswegen er den überwiegenden Teil der Saison verpasste und im Spieljahr keine weitere Partie für die Grizzly Adams absolvierte. Erst in der Spielzeit 2013/14 feierte Danner sein Comeback im Trikot der Wolfsburger.
Nach der Saison verließ er Norddeutschland jedoch und schloss sich dem Klassenrivalen Schwenninger Wild Wings an. Dort fungierte Danner in der Saison 2018/19 als Mannschaftskapitän, nachdem er in den Vorjahren bereits zu einem der Assistenzkapitäne ernannt worden war. Im Verlauf der COVID-19-Pandemie verließ der Stürmer im Januar 2020 die Wild Wings und kehrte in seine Geburtsstadt zurück, wo er fortan für den EHC Freiburg in der DEL2 auflief. Mit Beginn der Spielzeit 2020/21 übernahm er dort ebenfalls das Kapitänsamt. Im Februar 2024 gab der 37-Jährige sein Karriereende nach Abschluss der Saison 2023/24 bekannt.

### International
Danner spielte ab 2001 für die Junioren-Nationalmannschaften des Deutschen Eishockey-Bundes und nahm in der Folge an der U18-Junioren-Weltmeisterschaft der Division I 2004 sowie der U20-Junioren-Weltmeisterschaft der Division I 2006 teil. Bei beiden Turnieren gelang dem Stürmer der Aufstieg in die Top-Division. Beim Aufstieg der deutschen U20-Auswahl trug Danner zwei Punkte in fünf Spielen bei, nachdem er bei der Teilnahme mit der deutschen U18-Mannschaft noch punktlos geblieben war.
Für die deutsche A-Nationalmannschaft debütierte Danner im Verlauf der Saison 2006/07. Er gehörte bis zum Jahr 2018 zum erweiterten Kader des Nationalteams und nahm in diesem Zeitraum an den Austragungen des Deutschland Cups in den Jahren 2010 und 2011 teil.

## Erfolge und Auszeichnungen
- 2003 Meister der 2. Bundesliga und Aufstieg in die DEL mit den Wölfe Freiburg
- 2004 Aufstieg in die Top-Division bei der U18-Junioren-Weltmeisterschaft der Division I
- 2006 Aufstieg in die Top-Division bei der U20-Junioren-Weltmeisterschaft der Division I

## Karrierestatistik

### International
Vertrat Deutschland bei:
- U18-Junioren-Weltmeisterschaft der Division I 2004
- U20-Junioren-Weltmeisterschaft der Division I 2006

(Legende zur Spielerstatistik: Sp oder GP = absolvierte Spiele; T oder G = erzielte Tore; V oder A = erzielte Assists; Pkt oder Pts = erzielte Scorerpunkte; SM oder PIM = erhaltene Strafminuten; +/− = Plus/Minus-Bilanz; PP = erzielte Überzahltore; SH = erzielte Unterzahltore; GW = erzielte Siegtore; 1 Play-downs/Relegation; Kursiv: Statistik nicht vollständig)